# 6240 Lucretius Carus
A 6240 Lucretius Carus (ideiglenes jelöléssel 1989 SL1) a Naprendszer kisbolygóövében található aszteroida. Eric Walter Elst fedezte fel 1989. szeptember 26-án.